# 浄願寺 (七尾市)
敷地山浄願寺（じょうがんじ）は、石川県七尾市中南部の伊久留町にある浄土真宗（真宗大谷派）の寺院である。

## 歴史
天文元年（1532年）の開基。それより以前は真言宗であったが、当時の住職乘眞が本願寺住職証如に帰依し、浄土真宗の教えを授かり改宗したと伝える。証如より本尊阿弥陀如来立像と『御文』（『由緒ノ大略』では「一帖一部」）を拝領した。寺宝は、「天明年中火災ニ悉ク焼失セリ」（同）とあり、ほとんど残存していない。かつて支坊があったと伝えるが、第16代住職の時代で廃寺となった。 
はじめの頃は現在の土地になく、能登国鹿島郡相馬村（現: 七尾市）内の柴田医院（現在なし）の付近に境内があったが、火災により全焼、その後現在の地に再建されたと伝える（現境内地は長九郎左衛門の喜捨によると伝える）。境内地の裏には古墳7基が確認されている。 

## 歴代住職
- 乘眞（開基） – 羽咋郡赤崎村（現石川県羽咋郡志賀町）の出身。天正15年12月3日（1588年1月）、入寂（81歳）。
- 祐念（2世） – 寛文8年（1668年）10月25日、入寂（82歳）。坊守は尼妙岸。寛文12年12月26日、入寂（52歳）。
- 道祐（3世） – 延宝5年（1677年）4月8日、入寂（65歳）。坊守は尼妙榮（『当山住職及坊守法名』には「道祐ノ母ナリ」と注記）。延宝5年4月2日、入寂（85歳）。
- 慶祐（4世） – 天和2年（1682年）10月7日、入寂（年齢不明）。
- 祐海（5世） – 貞享元年（1684年）1月4日、入寂（45歳）。
- 智道（6世） – 貞享2年（1685年）9月20日、入寂（17歳）。
- 了賢（7世） – 元禄16年（1703年）3月2日、入寂（36歳）。
- 浄雲（8世） – 享保17年（1732年）11月8日、入寂（50歳）。坊守は尼真順。享保6年（1721年）5月4日、入寂（年齢不明）。
- 玄秀（9世） – 享保7年（1722年）10月6日、入寂。
- 玄継（10世） – 宝暦10年12月16日（1761年1月）、入寂（73歳）。
- 玄乘（11世） – 明和2年（1765年）9月22日、入寂（62歳）。尼妙乘（坊守か）、明和6年（1769年）8月1日、入寂（年齢不明）。
- 了廓（12世） – 天明6年（1786年）1月26日、入寂（年齢不明）。
- 大泉（13世） – 天保元年（1830年）9月20日、入寂(82歳）。坊守は尼妙泉。文政8年（1825年）5月29日、入寂（年齢不明）。
- 東泉（14世） – 弘化元年12月8日（1845年1月）、入寂（64歳）。坊守は尼貞含。嘉永4年（1851年）10月20日、入寂（65歳）。
- 林泉（15世） – 安政3年（1856年）12月3日、入寂（50歳）。坊守は尼妙信。明治13年（1880年）10月13日、入寂（年齢不明）。
- 廓然（16世） – 明治27年（1894年）7月6日、入寂（年齢不明）。
- 東惠（17世） – 明治37年（1904年）7月7日、入寂（39歳）。玅軀
- 惠林（18世。俗名: 竹原惠） – 昭和38年（1963年3月21日、入寂（院号は寳樹院）。坊守は釋妙軀禪尼（釈妙軀禅尼）。昭和46年（1971年）3月1日、入寂（院号は德光院）。
- 神洞（19世。俗名: 竹原神洞） – 昭和41年（1966年）9月9日、入寂（院号は速入院）。坊守は釋玉林法尼（釈玉林法尼）。昭和53年（1978年）2月13日、入寂（院号は榮昌院）。
- 惠然（20世。俗名: 竹原敏丸）
- 了然（21世。俗名: 竹原了珠）

 – 現住職

## アクセス
のと鉄道七尾線の田鶴浜駅から徒歩で46分 (3.8km) 、車で11分 (4.0km)